# George M. Leader
George Michael Leader, född 17 januari 1918 i York i Pennsylvania, död 9 maj 2013 i Hershey i Pennsylvania, var en amerikansk demokratisk politiker. Han var Pennsylvanias guvernör 1955–1959.
Leader deltog i andra världskriget i USA:s flotta och arbetade i faderns företag som bedrev hönsuppfödning.
Leader efterträdde 1955 John S. Fine som Pennsylvanias guvernör och efterträddes 1959 av David L. Lawrence. I mellanårsvalet 1958 kandiderade han utan framgång till USA:s senat.